# Reserva nacional Los Huemules del Niblinto
La Reserva Nacional Los Huemules del Niblinto -legalmente como Los Huemules del Niblinto- es una Reserva Nacional de Chile, ubicada en la comuna de Coihueco, Provincia de Punilla, Región de Ñuble. Pertenece además al Corredor biológico Nevados de Chillán - Laguna del Laja.

## Historia
Fue declarada Monumento Nacional de Chile, en la categoría de Santuario de la Naturaleza, el 26 de octubre de 1998, fusionando antiguos lotes que pertenecían a la empresa Sociedad Agrícola y Forestal Los Robles, sumando en total unos 7.852 Ha. El día 23 de febrero de 1999 fue creada la reserva nacional.
Durante 2011, la reserva fue considerada Reserva de la Biósfera por la Unesco, al ser parte del Corredor biológico Nevados de Chillán - Laguna del Laja, en conjunto a tres santuarios naturales más.

## Biogeografía

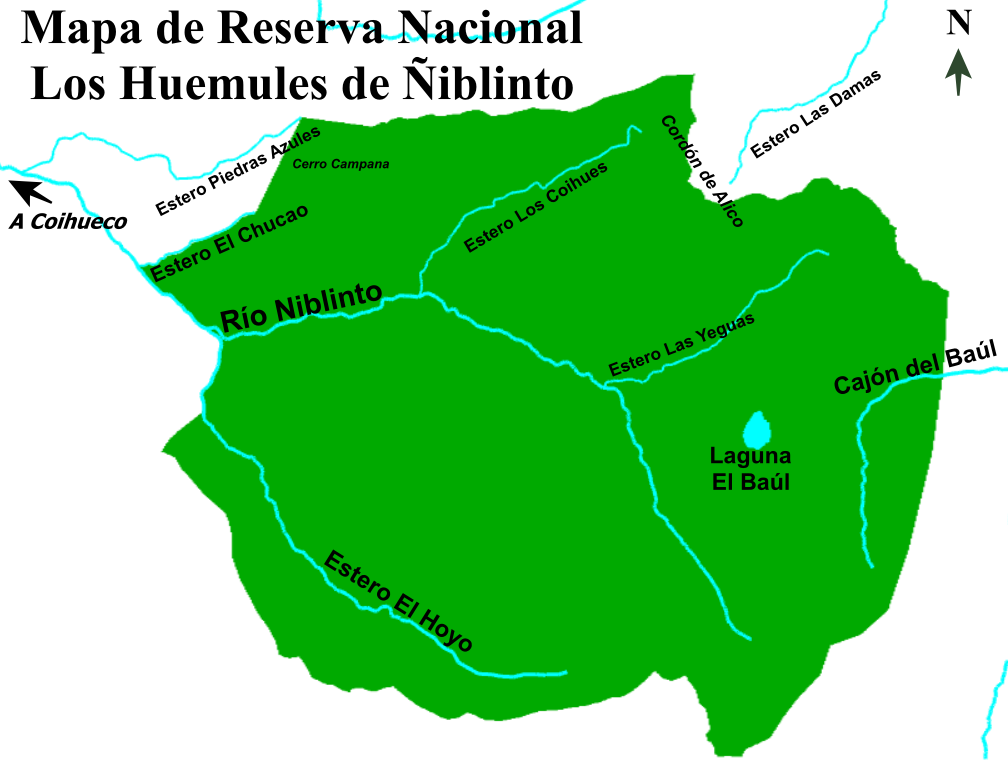
Mapa de la Reserva nacional Los Huemules de Niblinto. La única forma de acceder al lugar, es a través de ripios, con automóviles de doble tracción.

La flora está representada por bosques de Coigüe y Roble pellín, los cuales se encuentran en las praderas y los sectores bajos de los valles. A nivel regional, las especies encontradas aquí y que presentan problemas de conservación son el ciprés de la Cordillera, el ulmo, el maitén o leña dura, el guindo santo, el radal enano y el lleuque.
En el caso de la fauna, la reserva se muestra como una alternativa viable de sobrevivencia para mamíferos amenazados. Entre las especies que se pueden encontrar, están la Vizcacha, el gato colocolo, la guiña, el Puma ,el Quique, el zorro culpeo, el zorro gris o chilla, Chingue y el Ratón Lanudo. Destaca de gran importancia, la presencia del Huemul, animal que es considerado monumento natural de Chile y que se encuentra en peligro de extinción.

## Visitantes
Esta reserva recibe una reducida cantidad de visitantes cada año.
| Año         | 2010 | 2011 | 2012 | 2013 | 2014 | 2015 | 2016 | 2017 | 2018 | 2019 | 2020 | 2021 | 2022 | 2023 | 2024 |
| ----------- | ---- | ---- | ---- | ---- | ---- | ---- | ---- | ---- | ---- | ---- | ---- | ---- | ---- | ---- | ---- |
| Chilenos    | 290  | 465  | 425  | 470  | 651  | 930  | 824  | 614  | 964  | 868  | 893  | 788  | 927  | 472  | 604  |
| Extranjeros | 0    | 3    | 2    | 2    | 5    | 8    | 4    | 11   | 9    | 0    | 0    | 0    | 0    | 0    | 0    |
| Total       | 290  | 468  | 427  | 472  | 656  | 938  | 828  | 625  | 973  | 868  | 893  | 788  | 927  | 472  | 604  |

## Servicios
Se prestan servicios de alojamiento, alimentación y combustible en la localidad de Coihueco, la cual esta 40 km de la reserva. Para servicios higiénicos y accesibilidad de agua potable la reserva consta de una caseta sanitaria con dos baños, dos duchas y acceso a agua potable. La accesibilidad a telefonía de red fija más cercana está en la localidad de Minas del Prado. La señal de telefonía celular no existe. El acceso a Internet más cercano está en Coihueco. Para servicio de urgencias u hospitales más cercanos están en la localidad de Minas del Prado. La disponibilidad de ambulancias o bomberos es posible producto del estado del camino de acceso. Servicio de Carabineros más cercano esta en Minas del Prado. 

## Senderos
Actualmente únicamente está disponible para el público general el acceso al sendero Valle del Niblinto, el cual consta de una extensión de 1 km y una dificultad baja-media. Se ubica principalmente al costado del Río Niblinto.

## Singularidades Paisajísticas

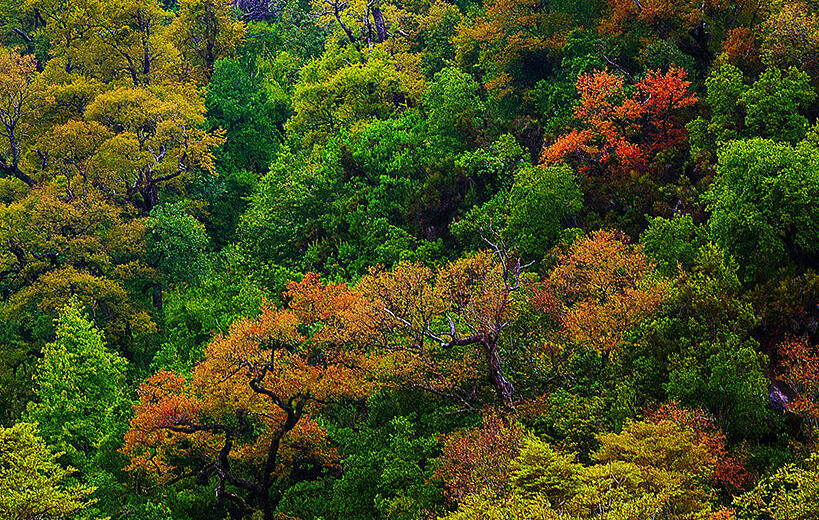
Fotografía aérea de la reserva.

Esta reserva natural que abarca parte del Río Niblinto hasta su cuenca de origen posee diversos atractivos paisajísticos entre los cuales destacan los siguientes: 
- Estero Piedras Azules: consiste en un sendero en dirección este que recorre parte del curso del Río Niblinto hacia donde nace el valle del Estero Piedras Azules, el cual brinda un maravilloso paisaje cordillerano.[7]

- Valle del Niblinto: corresponde a la confluencia del estero Las Yeguas con el Río Niblinto, este presenta un paisaje muy variado entre el curso del río a través del valle y el frondoso bosque nativo, al interior de este se encuentran diversos sectores de luz y sombras donde se permite divisar y apreciar numerosas aves.[7]

- Cabeceras y nacientes del Río Niblinto: se accede mediante un sendero que atraviesa el sotobosque que guarda las nacientes del río que otorgan una maravillosa vista de la cuenca de origen, la cual limita con los Nevados de Chillán al sudeste.[7]